# 中国传媒中心
中国传媒中心（英語：China Media Centre）是一所位于威斯敏斯特大学的研究中心，也是欧洲唯一一所致力于中国媒体研究的学术机构。

## 历史
前身为威斯敏斯特大学传媒学院的中国传媒行动工程，2005年6月17日在威斯敏斯特大学成立，由英国广播公司新闻主播杰里米·帕克斯曼和中国中央电视台副台长孙玉胜揭幕。英国媒体理论家戴雨果担任该中心主任。

## 研究领域
- 中国传媒政策
- 传媒管理
- 新媒体
- 中国社会和政治传播
- 电视节目
- 杂志出版
- 现代中国文化交流